# Sybilla van Saksen-Coburg en Gotha

Monogram voor Sybilla van Zweden

Sibylla Calma Marie Alice Bathildis Feodora (Slot Friedenstein, Gotha, 18 januari 1908 — Stockholm, 28 november 1972) was een Saksische prinses.

Zij was de dochter van Karel Eduard, de laatste hertog van Saksen-Coburg en Gotha, en diens vrouw Victoria Adelheid van Sleeswijk-Holstein-Sonderburg-Glücksburg. 

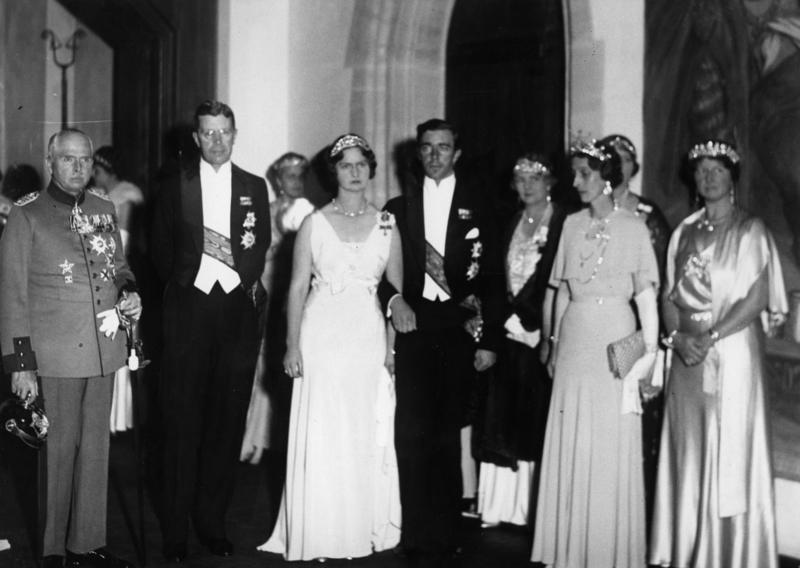
Sybilla en Gustaaf Adolf op hun trouwdag

In 1932 trouwde ze met de Zweedse erfprins Gustaaf Adolf, de oudste zoon van de toenmalige kroonprins Gustaaf Adolf. Omdat haar man nog voor zijn grootvader overleed, werd ze nooit kroonprinses.
Het paar kreeg vijf kinderen:
- Margaretha (31 oktober 1934), trouwde met John Ambler (6 juni 1924 – 31 mei 2008)
- Birgitta (19 januari 1937 – 4 december 2024), trouwde met Johann Georg van Hohenzollern (31 juli 1932 – 2 maart 2016)
- Désirée (2 juni 1938), trouwde met Niclas Silfverschiöld (31 mei 1934 – 11 april 2017)
- Christina (3 augustus 1943), trouwde met Tord Magnuson (7 april 1941)
- Carl Gustaf (30 april 1946), trouwde met Silvia Sommerlath (23 december 1943).

Toen Gustaaf Adolf in 1947 bij een vliegtuigongeluk om het leven kwam, werd de toen eenjarige Carl Gustaf de nieuwe erfprins en na de dood van zijn overgrootvader in 1950 kroonprins. De kroning van haar zoon tot koning van Zweden op 19 september 1973 maakte ze niet mee, omdat ze even daarvoor op 64-jarige leeftijd overleed. 
Sybilla voelde zich nooit echt thuis in Zweden, ze sprak de taal maar moeizaam, met haar kinderen sprak ze altijd Duits, en ze raakte, na de dood van haar man ook aan het hof steeds meer geïsoleerd. Ze was bij de Zweden niet erg geliefd, wat mede te maken had met het feit dat haar vader aanhanger van de nazi's was. Haar dood leidde in Zweden nauwelijks tot beroering.

## Voorouders
| Sybilla van Saksen-Coburg en Gotha             | Sybilla van Saksen-Coburg en Gotha                                                                                               | Sybilla van Saksen-Coburg en Gotha                                                                                               | Sybilla van Saksen-Coburg en Gotha                                                                                               | Sybilla van Saksen-Coburg en Gotha                                                                                               | Sybilla van Saksen-Coburg en Gotha | Sybilla van Saksen-Coburg en Gotha | Sybilla van Saksen-Coburg en Gotha | Sybilla van Saksen-Coburg en Gotha |
| ---------------------------------------------- | --- | --- | --- | --- | --- | --- | --- | --- |
| Overgrootouders                                | Albert van Saksen-Coburg en Gotha (1819–1861) ∞ 1840 Victoria van het Verenigd Koninkrijk (1819–1901)                            | Albert van Saksen-Coburg en Gotha (1819–1861) ∞ 1840 Victoria van het Verenigd Koninkrijk (1819–1901)                            | George Victor van Waldeck-Pyrmont (1831-1893) x 1853 Helena van Nassau (1831-1888)                                               | George Victor van Waldeck-Pyrmont (1831-1893) x 1853 Helena van Nassau (1831-1888)                                               | Frederik II van Sleeswijk-Holstein-Sonderburg-Glücksburg (1814-1885) x Adelheid van Schaumburg-Lippe (1821-1899)                                           | Frederik II van Sleeswijk-Holstein-Sonderburg-Glücksburg (1814-1885) x Adelheid van Schaumburg-Lippe (1821-1899)                                           | Frederik van Sleeswijk-Holstein-Sonderburg-Augustenburg (1829-1880) x Adelheid van Hohenlohe-Langenburg (1835-1900)                                        | Frederik van Sleeswijk-Holstein-Sonderburg-Augustenburg (1829-1880) x Adelheid van Hohenlohe-Langenburg (1835-1900)                                        |
| Grootouders                                    | Leopold van Albany (1853-1884) ∞ 1840 Helena van Waldeck-Pyrmont (1861-1922)                                                     | Leopold van Albany (1853-1884) ∞ 1840 Helena van Waldeck-Pyrmont (1861-1922)                                                     | Leopold van Albany (1853-1884) ∞ 1840 Helena van Waldeck-Pyrmont (1861-1922)                                                     | Leopold van Albany (1853-1884) ∞ 1840 Helena van Waldeck-Pyrmont (1861-1922)                                                     | Frederik Ferdinand van Sleeswijk-Holstein-Sonderburg-Glücksburg (1855-1934) x Caroline Mathilde van Sleeswijk-Holstein-Sonderburg-Augustenburg (1860-1932) | Frederik Ferdinand van Sleeswijk-Holstein-Sonderburg-Glücksburg (1855-1934) x Caroline Mathilde van Sleeswijk-Holstein-Sonderburg-Augustenburg (1860-1932) | Frederik Ferdinand van Sleeswijk-Holstein-Sonderburg-Glücksburg (1855-1934) x Caroline Mathilde van Sleeswijk-Holstein-Sonderburg-Augustenburg (1860-1932) | Frederik Ferdinand van Sleeswijk-Holstein-Sonderburg-Glücksburg (1855-1934) x Caroline Mathilde van Sleeswijk-Holstein-Sonderburg-Augustenburg (1860-1932) |
| Ouders                                         | Karel Eduard van Saksen-Coburg en Gotha (1884-1954) ∞ Victoria Adelheid van Sleeswijk-Holstein-Sonderburg-Glücksburg (1885-1970) | Karel Eduard van Saksen-Coburg en Gotha (1884-1954) ∞ Victoria Adelheid van Sleeswijk-Holstein-Sonderburg-Glücksburg (1885-1970) | Karel Eduard van Saksen-Coburg en Gotha (1884-1954) ∞ Victoria Adelheid van Sleeswijk-Holstein-Sonderburg-Glücksburg (1885-1970) | Karel Eduard van Saksen-Coburg en Gotha (1884-1954) ∞ Victoria Adelheid van Sleeswijk-Holstein-Sonderburg-Glücksburg (1885-1970) | Karel Eduard van Saksen-Coburg en Gotha (1884-1954) ∞ Victoria Adelheid van Sleeswijk-Holstein-Sonderburg-Glücksburg (1885-1970)                           | Karel Eduard van Saksen-Coburg en Gotha (1884-1954) ∞ Victoria Adelheid van Sleeswijk-Holstein-Sonderburg-Glücksburg (1885-1970)                           | Karel Eduard van Saksen-Coburg en Gotha (1884-1954) ∞ Victoria Adelheid van Sleeswijk-Holstein-Sonderburg-Glücksburg (1885-1970)                           | Karel Eduard van Saksen-Coburg en Gotha (1884-1954) ∞ Victoria Adelheid van Sleeswijk-Holstein-Sonderburg-Glücksburg (1885-1970)                           |
| Sybilla van Saksen-Coburg en Gotha (1908-1972) | | | | | | | | |